# Universidad Bocconi
La Universidad Comercial Luigi Bocconi es una universidad privada que se encuentra en Milán, Italia que está especializada en la enseñanza de la economía.
La Universidad Bocconi está constantemente clasificada como la mejor universidad de Italia en sus campos, y como una de las mejores del mundo. En 2021, QS World University Rankings situó a la universidad en la séptima posición mundial y la segunda europea en estudios empresariales y de gestión, así como en la primera posición en economía y econometría fuera de EE. UU. y el Reino Unido (decimosexta a nivel mundial).

## Historia
Fue fundada en 1902 por Ferdinando Bocconi propietario de los almacenes Bocconi, que fueron posteriormente vendidas a dos de las familias más ricas de Milán que con la ayuda del poeta italiano Gabriele D'Annunzio, se convirtieron en los actuales grandes almacenes "La Rinascente". Ferdinando fundó la universidad con el nombre de su hijo Luigi, muerto en la Batalla de Adua (Etiopía) en 1896.
La Universidad Bocconi es una de las primeras universidades del mundo en ofrecer una licenciatura en Economía y la primera de Italia. Desde su fundación la Universidad ha defendido el liberalismo, el pluralismo y el progreso social y económico. 
Hoy en día, es una universidad de nivel internacional en economía, negocios y derecho. Igualmente se dedica a la investigación obteniendo fondos de instituciones nacionales e internacionales siendo un nodo importante de la red de universidades de economía y negocios. Cuenta con un programa de intercambio con el Dartmouth College y la Universidad de Nueva York.

## Características institucionales
El actual Rector es Francesco Billari y el presidente es Andrea Sironi quién sucede a Mario Monti.
A pesar del coste más bien elevado respecto a la media italiana, la Bocconi es una organización sin beneficios, es decir, las tasas universitarias se reinvierten totalmente en la actividad didáctica, de investigación y en la organización de eventos, cursos, etc.
La universidad organiza estancias empresariales de tres meses de duración tras la conclusión de la especialización.
La Universidad cuenta con la SDA Bocconi School of Management una de las más importantes escuelas de negocio de Europa, fundada en 1971 y en la cual destaca su máster en Administración y Dirección de Empresas (MBA).

## Edificios
El Campus de la Universidad Bocconi en Viale Bligny, además de comprender el antiguo Edificio Sarfatti, la Iglesia de San Ferdinando y la Biblioteca, incluye los nuevos edificios: el "Velodromo", un edificio oval de cuatro pisos proyectado por Ignazio Gardella, para un total de 4500 plazas, el Centro Lingüístico, el SEDIN y la Scuola di Direzione Aziendale. El 31 de octubre de 2008, fue inaugurado el Edificio Roentgen, proyectado del estudio Grafton Architects (integrado por Yvonne Farrell y Shelley McNamara). El edificio obtuvo del Premio World Building of the Year en el World Architecture Festival de Barcelona. Suma a la Universidad una segunda aula magna de 1000 puestos. En 2019 tuvo la inauguración de una expansión del campus, el Nuevo Campus SANAA.